# Patrick Melton
Patrick Melton (18 de junho de 1975, Champaign, Illinois) é um roteirista, escritor e produtor de cinema norte-americano.

## Vida pessoal
Tendo formado-se na Universidade de Iowa, com um Bacharel em Estudos de Comunicação. Lá conheceu seu parceiro de roteiros, Marcus Dunstan. Após se mudar para Los Angeles, trabalhou para empresas de vários filmes, ele fez pós-graduação na Universidade Loyola Marymount, onde obteve o grau de mestre em roteiros.

## Carreira
Ele co-escreveu junto com seu amigo de faculdade Marcus Dunstan, que é roteirista e cineasta os roteiros dos filmes Banquete no Inferno, Banquete no Inferno 2, Banquete no Inferno 3: O Final Feliz, O Colecionador de Corpos, Jogos Mortais 4, Jogos Mortais 5, Jogos Mortais 6, Jogos Mortais - O Final, Piranha 2 e The Collection. Desde então, os dois tornaram-se nomes famosos em filmes do gênero terror.
Em 2004, Melton ganhou o programa Project Greenlight 3 ª Temporada, juntamente com Marcus Dunstan que também co-assinou o roteiro e John Gulager que foi o diretor do filme. Tendo resultado no famoso filme de terror Banquete no Inferno, tendo feito tanto sucesso que teve duas continuações seguidas, Banquete no Inferno 2 e Banquete no Inferno 3: O Final Feliz.
Patrick Melton, que co-escreveu os últimos três filmes da franquia Jogos Mortais e também Jogos Mortais - O Final, afirmou em 8 de fevereiro de 2010 ao site Latino Review, que a série provavelmente vai terminar com o sétimo, e que este irá encerrar as questões remanescentes dos longas anteriores.

## Como Roteirista
- 2011 - Piranha 2 (Piranha 3DD)
- 2011 - O Colecionador de Corpos 2 (The Collection)
- 2010 - Jogos Mortais - O Final (Saw 3D)
- 2010 - The Candidate (curta-metragem)
- 2009 - Jogos Mortais 6 (Saw VI)
- 2009 - O Colecionador de Corpos (The Collector)
- 2009 - Banquete no Inferno 3: O Final Feliz (Feast III: The Happy Finish) (vídeo)
- 2008 - Jogos Mortais 5 (Saw V)
- 2008 - Banquete no Inferno 2 (Feast II: Sloppy Seconds) (vídeo)
- 2007 - Jogos Mortais 4 (Saw IV)
- 2005 - Banquete no Inferno (Feast)
- 2005 - Project Greenlight 3 (série de TV) - Bridging the Gap